# والمیرا
والمیرا (به آلمانی: Wolmar) یک سکونتگاه مسکونی در لتونی با جمعیت ۲۷٬۵۶۹ نفر است که در لتونی واقع شده‌است.